# 요한 체르클라에스 폰 틸리 백작

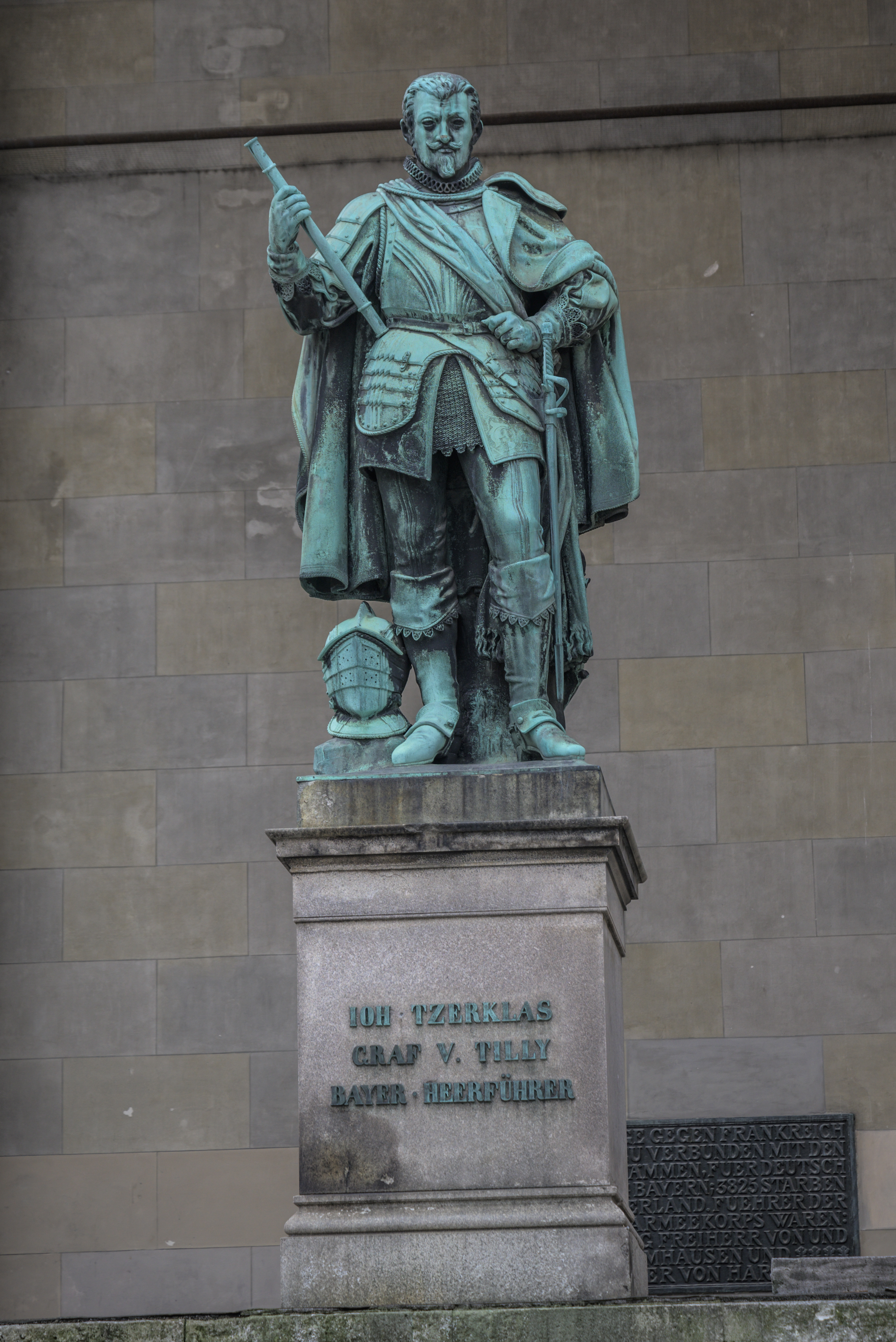
뮌헨 오데온 광장(Odeonsplatz) 원수의 홀(Feldherrnhalle)에 있는 틸리 백작의 청동상

요한 체르클라에스 폰 틸리 백작(네덜란드어: Johan 't Serclaes van Tilly, 1559년 2월 ~ 1632년 4월 30일)는 예수회 수도사들 손에서 자라났으며 "갑옷을 입은 수도사" 혹은 "마그데부르크의 도살자"로 유명한, 30년 전쟁(1618~48년) 때 신성 로마 제국의 군대를 지휘한 장군(육군 원수)이었다. 그는 보헤미아, 독일, 그리고 후에는 덴마크에 대항하여 전투를 벌였고, 일련의 중대한 승리를 거두었으나 스웨덴의 왕 구스타브 2세 아돌프에게 패하였다. 그는 프리들란트의 공작 알브레히트 폰 발렌슈타인과 함께 신성 로마 제국 군대의 최고의 장군 중 하나였다.

## 어린 시절
요한 체르클라에스는 1559년 2월 스페인령 네덜란드 (현대의 네덜란드와 벨기에 지방으로 이루어진) 니벨(Nivelles) 근교의 틸리 성에서 태어났다. 그는 로마 가톨릭을 믿는 브라반트 지방에서 태어났으며 쾰른에서 예수회 교육을 받았다. 15살에 요한은 스페인 군에 입대하였으며 파르마와 피아첸차 공작 알레산드로 파르네세 휘하에서 네덜란드의 반란으로 시작된 80년 전쟁에 참전하였고, 1585년에 벌어진 성공적인 안트베르펜 공방전(1584-1585)에 참가하였다. 1600년 그는 헝가리와 트란실바니아에서 신성로마제국측 용병으로 오스만 투르크와 전투를 벌였고, 두각을 나타내면서 빠른 승진을 거듭해 겨우 5년 만에 육군 원수의 자리에 오르게 된다.

## 보헤미아에서의 전역
1610년 틸리는 바이에른 선제후 막시말리안 1세에 의해 바이에른의 가톨릭 동맹군을 지휘하는 사령관에 지명된 후 1620년에는 보헤미아에서 벌어진 개신교측 반란군과 전투를 벌이기 시작했다. 사령관으로 지명된 후부터 틸리는 그의 병사들에게 머스켓 총병의 지원을 받는 밀집 창병으로 이루어진 스페인의 테르시오 진형을 익히게 하고 훈련시키는 데 시간을 보냈다. 약 25,000명의 병사와 함께 틸리는 북쪽으로 이동하여 팔츠 선제후 프리드리히 5세를 1620년 11월 8일 보헤미아의 수도인 프라하의 북부에서 벌어진 백산(白山) 전투에서 완패시켰다. 이 전투에서 틸리는 상대방 군대의 반수를 전사시키거나 포로로 잡았음에도 불구하고, 자신의 군대는 오직 700명 정도의 피해 밖에 입지 않았다. 틸리군의 경미한 피해는 이들이 훈련으로 정예화되었기 때문에 적의 전열을 돌파하는 데 두 시간도 채 걸리지 않은 데서 이유를 찾을 수 있다. 이 전투는 보헤미아에서 일어난 황제에 대한 저항이 결정적으로 분쇄되었음을 뜻하였고 프라하는 며칠 후에 함락되었다.

## 독일에서의 전역
다음에 틸리는 서쪽으로 진로를 바꿔 독일을 통해 진군을 하기 시작했으나, 1622년 4월 27일 밍골스하임 전투(Battle of Mingolsheim)에서 패한 후 스페인의 장군 곤살로 데 코르도바 공작(Duke Gonzalo de Cordoba; 이탈리아 전쟁 기간 중의 유명한 스페인 장군과는 다른 사람이다.)과 합류하였고, 5월 6일 벌어진 빔펜 전투에서 게오르크 프리드리히 바덴 변경백(Georg Fredrick, Margrave of Baden-Durlach)과 싸워 승리를 거두었다. 이 전투는 가톨릭군의 포병이 적의 탄약고를 명중시킨 후 폭발이 일어남으로써 적이 혼란에 빠지자 틸리의 승리로 결정되었다. 틸리는 7월 20일 회히스트 전투(Battle of Höchst)에서 승리를 거두었고, 이 승리로 백작(독일어로는 그라프Graf)이 되었다. 두 달 간에 벌어진 3개 전투의 승리로 틸리는 6주간의 공성전 끝에 9월 19일 하이델베르크를 함락시킬 수 있었다. 회히스트에서 이전에 틸리에게 패한 적이 있는 브라운슈바이크의 크리스티안(Christian of Brunswick)은 다시 군대를 조직하여 틸리와 슈타틀론 전투(Battle of Stadtlohn)에서 싸웠으나 15,000명의 군대 중 고위급 장교 50명을 포함한 13,000명의 병력을 잃을 정도의 대패를 겪었다. 이로 인해 독일에서 황제의 권위에 저항하는 움직임은 사라졌고 1623년 보헤미아는 완전히 항복했다. 그러나 덴마크의 왕 크리스티안 4세가 1625년 독일의 프로테스탄트들을 보호한다는 명분 하에 북유럽의 맹주가 되고자 30년 전쟁에 개입하는 사건이 일어났다. 이제 틸리 백작(Count Tilly)이 된 요한 체르클라에스는 1626년 8월 26일에서 27일 사이에 벌어진 루터 전투에서 덴마크 군과 교전하였다. 이 전투에서 틸리의 정예화 된 보병대는 덴마크군의 전열을 향하여 4번이나 돌격을 감행하였고, 결국 적의 전열을 돌파해 결정적 승리를 얻었다. 궤주하는 덴마크 군을 추격해 반 수 이상 격멸하였는데, 궤주하는 적을 이토록 추격한 것은 당시의 일반적인 전쟁과는 다른 모습이었다. 이 승리와 기타 발렌슈타인의 승리로 덴마크를 굴복시켜 뤼베크 조약을 체결해 평화를 얻고자 했지만, 이미 붕괴된 유럽의 세력 균형은, 뛰어난 사령관이자 현명한 왕이며 발트해의 지배권을 장악하고자 폴란드와 10년의 전쟁을 벌여 자국을 주목받는 유럽의 강대국으로 성장시킨 구스타브 2세 아돌프 치하의 스웨덴이 1630년 전쟁에 참여하는 결과를 낳았다.

## 마그데부르크 약탈
구스타브 아돌프가 그의 군대와 함께 메클렌부르크에 상륙한 후 베를린에 머물면서 북부 독일의 제후들을 자신의 동맹자로 만들기 위해 노력하는 동안, 요한 체르클라에스는 엘베강 근처에 위치한 중부 독일의 도시이며, 스웨덴을 지원하기로 약속한 마그데부르크를 공략하였다. 공성전은 1631년 3월 20일 시작되었으며, 자신은 다른 곳에서 전역을 벌이고 있는 동안 지휘권을 고트프리트 하인리히 그라프 추 파펜하임에게 맡겼다. 두 달간 공성전이 이어졌고 프랑크푸르트; 오데르(Oder)가 스웨덴에게 함락된 후에야, 파펜하임은 지원병을 이끌고 온 틸리를 설득하여 5월 20일 파펜하임이 직접 지휘하는 40,000명의 군세를 이끌고 도시에 대한 강습을 시도하였다. 돌격은 성공하였고, 성문은 돌파되었으나 장군들은 병사들을 통제하지 않았다. 시민들에 대한 살육이 벌어져 25,000명에서 30,000명 정도의 시민들이 병사들의 칼에 목숨을 잃었고, 도시 대부분이 파괴되었다. 이 사건은 요한 체르클라에스의 경력에 치명적인 오점을 남긴 사건이었다.
틸리 백작의 군대가 저지른 잔학한 행위는 존 폭스의《폭스의 순교사》라는 책에 자세히 묘사되어 기록으로 남아있다.
틸리 백작의 군대는 모든 거주자들을 칼로 찔러 죽이고 불에 태워 죽였다.
살아 남은 사람들은 붙잡아서 죽을 때까지 잔악한 고문을 저질렀다. 붙잡힌 프로테스탄트들은 거꾸로 매달리고 머리가 불 위로 오게하여 뜨거운 연기에 바짝 말려죽었고,물에 빠뜨려 죽이고, 사지를 찢어 죽이고, 톱으로 잘라 죽이고, 기름에 튀겨 죽였다.
폭스는 이 책에서 틸리 백작이 이런 학살을 지시했고 그의 발길이 닿는 곳에서는 무시무시한 만행과 잔인한 약탈이 뒤를 따랐다고 지적했다.

## 스웨덴에 대항한 전역
마그데부르크의 약탈 이후 요한 체르클라에스는 1631년 9월 17일 라이프치히 근교에서 벌어진 브라이텐펠트 전투에서 구스타브 아돌프의 군대와 교전하였다. 틸리는 작센을 공략하느라 전력을 낭비한 상태로 전장에 도착하였다. 이 전투에서 틸리는 구스타브 아돌프에게 농락당하였고 고전 끝에 13,000명의 병력을 잃었다. 스웨덴군의 움직임과 정확하고 빠른 포격은 틸리의 군대를 격파하고 궤주시켰다. 틸리는 퇴각하였고 정치적인 갈등은 발렌슈타인으로 하여금 틸리를 지원하는 움직임을 보이는 것을 막았고, 그는 방어태세를 갖추었다. 틸리는 라인 전투에서 스웨덴군이 라인 암 레히(Rain am Lech)시 근처에서 레히 강을 넘어 바이에른으로 넘어오는 것을 막으려고 시도하던 중 적의 포격으로 부상을 입었고, 50일 후인 1632년 4월 30일 잉골슈타트에서 파상풍으로 사망하였다. 구스타브 아돌프는 틸리의 부상을 치료하기 위해 의사를 보냈고 이에 감동한 틸리는 의사에게 "당신의 왕은 정말 고귀한 기사요."라고 말했다고 한다.

## 픽션에서의 등장
- 틸리는 에릭 플린트(Eric Flint)의 SF 대체역사 소설인 1632년 시리즈에서 조역으로 나온다.
- 백작은 마이클 무어콕의 The War Hound and the World's Pain의 1챕터에서 언급된다.
- 틸리는 베르톨트 브레히트의 억척어멈과 그 자식들(Mother Courage and Her Children)중 틸리의 장례식이 열리는 챕터에서 언급되는데 여기서 억척어멈은 틸리의 장례식을 언급하며 유명한 대사를 남긴다. "나는 이 장례식이 역사적 사건이라도 별 관심 없어. 나에게는 내 딸이 얼굴을 다친 것이 더 역사적 사건이야."
- 틸리의 군사적 무용으로 인해 그는 인기 있는 컴퓨터 게임 에이지 오브 엠파이어 3에 나타난다. 독일 문명은 틸리의 훈련(Tilly's Discipline)이라는 특수 업그레이드 기술이 있는데 이는 보병의 속도를 빠르게 해주는 대신 보병의 훈련비용을 늘린다.